# 1930 a jogalkotásban
1930-ban az alábbi jogszabályokat alkották meg:

## Magyarország

### Törvények
- 1930. évi I. törvénycikk A Törökországgal Budapesten 1929. évi január hó 5. napján kötött semlegességi, békéltető eljárási és választott bírósági szerződés becikkelyezéséről
- 1930. évi II. törvénycikk A katonai büntető törvénykönyvről
- 1930. évi III. törvénycikk A katonai büntetőtörvénykönyv életbeléptetéséről és a közönséges büntetőtörvények egyes rendelkezéseinek ezzel kapcsolatos módosításáról és kiegészítéséről
- 1930. évi IV. törvénycikk A kir. közjegyzők és közjegyzőjelöltek nyugdíjintézetéről
- 1930. évi V. törvénycikk A korlátolt felelősségű társaságról és a csendes társaságokról
- 1930. évi VI. törvénycikk A természettudományok fejlesztése érdekében teendő intézkedésekről
- 1930. évi VII. törvénycikk Az elemi népiskolai beiratási díjak újabb szabályozásáról és felhasználásáról
- 1930. évi VIII. törvénycikk Az ország Szent Koronája egyik őrének megválasztásáról
- 1930. évi IX. törvénycikk Az Osztrák Köztársasággal Budapesten, 1928. évi június hó 25-én kötött adóügyi jogvédelem- és jogsegélyszerződés becikkelyezéséről
- 1930. évi X. törvénycikk A Lengyelországgal Varsóban 1928. évi november hó 30. napján kötött békéltető eljárási és választott bírósági szerződés becikkelyezéséről
- 1930. évi XI. törvénycikk Vitéz nagybányai Horthy Miklós Úr Magyarország kormányzójává választása tizedik évfordulójának megörökítéséről
- 1930. évi XII. törvénycikk A gépjáróművek közúti forgalmának szabályozása tárgyában 1926. évi április hó 14-én Párisban aláírt nemzetközi egyezmény becikkelyezéséről
- 1930. évi XIII. törvénycikk A Szerb, Horvát és Szlovén Királysággal 1928. évi február 22-én kötött egyenes adóügyi egyezmény becikkelyezéséről
- 1930. évi XIV. törvénycikk A Spanyolországgal Madridban 1929. évi június hó 10. napján kötött békéltető eljárási, bírósági és választott bírósági szerződés becikkelyezéséről
- 1930. évi XV. törvénycikk A Bulgáriával Budapesten 1929. évi július 22. napján kötött békéltető eljárási és választott bírósági szerződés becikkelyezéséről
- 1930. évi XVI. törvénycikk A közhasználatú gépjáróművállalatokról
- 1930. évi XVII. törvénycikk A régi osztrák és magyar koronára szóló tartozások és követelések rendezése tárgyában 1928. évi május hó 26-án Budapesten kelt magyar-csehszlovák Egyezmény becikkelyezéséről
- 1930. évi XVIII. törvénycikk Budapest székesfőváros közigazgatásáról
- 1930. évi XIX. törvénycikk A kiadatási és a bűnügyi jogsegély tárgyában 1929. május hó 4-én Rigában kelt magyar-lett Egyezmény és a hozzátartozó Aláírási Jegyzőkönyv becikkelyezéséről
- 1930. évi XX. törvénycikk Az 1930/31. évi állami költségvetésről
- 1930. évi XXI. törvénycikk A Franciaországgal 1925. évi október hó 13-án kötött és az 1926. évi V. törvénycikkbe iktatott kereskedelmi egyezménynek, valamint az 1926. évi december hó 18-án kötött és az 1927. évi XVI. törvénycikkbe iktatott pótegyezménynek kiegészítésekép 1929. évi december 21-én aláírt második pótegyezmény becikkelyezéséről
- 1930. évi XXII. törvénycikk Egyes gabonaneműek értékesítése érdekében szükséges intézkedésekről
- 1930. évi XXIII. törvénycikk  A bűntettesek kiadatása és a bírósági bűnügyi jogsegély tárgyában 1928. évi február hó 22-én Belgrádban kelt magyar-jugoszláv Egyezmény és a hozzátartozó Aláírási Jegyzőkönyv becikkelyezéséről
- 1930. évi XXIV. törvénycikk Az önkormányzati testületek háztartásának hatályosabb ellenőrzésére vonatkozólag az 1927:V. tc. III. fejezetében foglalt átmeneti rendelkezések érvényességéről
- 1930. évi XXV. törvénycikk Az 1930. évi népszámlálásról
- 1930. évi XXVI. törvénycikk A m. kir. honvédség és egyéb fegyveres őrtestületek tagjainak pótdíjáról és egyéb intézkedésekről
- 1930. évi XXVII. törvénycikk Az Országos Társadalombiztosító Intézet betegségi biztosítási ága pénzügyi helyzetének rendezéséről
- 1930. évi XXVIII. törvénycikk A külföldieknek a magyar korona országai területén lakhatásáról szóló 1903:V. tc. egyes rendelkezéseinek módosításáról
- 1930. évi XXIX. törvénycikk Bogyiszló községnek Tolna vármegyébe való átcsatolásáról
- 1930. évi XXX. törvénycikk Bajaszentistván községnek Baja törvényhatósági jogú város területéhez való átcsatolásáról
- 1930. évi XXXI. törvénycikk Állami kölcsön felvételéről
- 1930. évi XXXII. törvénycikk A Portugál Köztársasággal 1929. évi november hó 14-én kötött kereskedelmi megállapodás becikkelyezéséről
- 1930. évi XXXIII. törvénycikk A pestis, a kolera, a sárgaláz, a kiütéses tífusz és a himlő ellen való védekezés tárgyában kötött, Párizsban 1926. évi június hó 21-én kelt nemzetközi egyezmény becikkelyezéséről
- 1930. évi XXXIV. törvénycikk  A törvénykezés egyszerűsítéséről
- 1930. évi XXXV. törvénycikk Az Észtországgal Tallinnban 1929. évi november hó 27. napján kötött békéltető eljárási és választott bírósági szerződés becikkelyezéséről
- 1930. évi XXXVI. törvénycikk A Törökországgal 1930. évi május hó 21-én Ankarában kötött Kereskedelmi Egyezmény becikkelyezéséről
- 1930. évi XXXVII. törvénycikk A Genfben 1925. évi február hó 19-én kötött "Nemzetközi ópiumegyezmény" becikkelyezéséről
- 1930. évi XXXVIII. törvénycikk A Londonban, 1929. évi június hó 28-án kelt "Egyetemes Postaszerződés" becikkelyezéséről
- 1930. évi XXXIX. törvénycikk A polgári jogsegély és a magánjog körébe tartozó egyes kérdésekre vonatkozólag 1929. évi november hó 11-én Belgrádban kelt magyar-jugoszláv Egyezmény és a hozzátartozó Aláírási Jegyzőkönyv becikkelyezéséről
- 1930. évi XL. törvénycikk A vármegyék nevében felvett törlesztéses kölcsön alapján kibocsátott kötvények óvadékképességéről
- 1930. évi XLI. törvénycikk Az építkezések előmozdítását célzó egyes intézkedésekről és az Országos Lakásépítési Hitelszövetkezetről
- 1930. évi XLII. törvénycikk Az országgyűlés felsőházáról szóló 1926:XXII. törvénycikk egyes rendelkezéseinek újabb módosításáról és kiegészítéséről
- 1930. évi XLIII. törvénycikk A bírói képesítési pótlékról, valamint a m. kir. kincstári jogügyi igazgatóság fogalmazási szakához tartozó egyes állásoknak a kir. ítélőbírák és kir. ügyészek státusába besorozásáról
- 1930. évi XLIV. törvénycikk A betegek kölcsönös ellátása tárgyában 1928. évi február hó 22-én Belgrádban kelt magyar-szerb-horvát-szlovén egyezmény becikkelyezéséről
- 1930. évi XLV. törvénycikk Az országgyűlési képviselők választásáról szóló 1925:XXVI. tc. 28. és 29. §-aiban foglalt rendelkezések módosításáról
- 1930. évi XLVI. törvénycikk Egyes külállamokkal való kereskedelmi és forgalmi viszonyaink rendezéséről
- 1930. évi XLVII. törvénycikk A kiadások apasztásáról, a szolgálati vagy munkabérviszonyból és a tantiémekből származó jövedelmek ideiglenes megadóztatásáról és egyéb rendelkezésekről